# Halofantryna
Halofantryna (łac. Halofantrinum) – organiczny związek chemiczny, chemioterapeutyk stosowany w zwalczaniu malarii. Nie jest zalecany w profilaktyce choroby.

## Wskazania
Halofantryna jest lekiem stosowanym profilaktycznie w zimnicy wywołanej przez P. falciparum, może być stosowana leczniczo przeciwko szczepom P. vivax opornym na chlorochinę. Terapia halofantryną powinna być ograniczona do sytuacji, gdy nie można podać innego skutecznego leku.

## Przeciwwskazania
- ciąża
- wiek <1 roku
- choroby serca z wydłużeniem QT
- stosowanie meflochiny w ciągu 3 tygodni przed planowanym podaniem halofantryny.

## Działania niepożądane
- podrażnienie przewodu pokarmowego
- osutka
- zaburzenia rytmu serca pochodzenia komorowego u chorych z grup ryzyka

## Preparaty
- Halfan (GlaxoSmithKline)

Przeczytaj ostrzeżenie dotyczące informacji medycznych i pokrewnych zamieszczonych w Wikipedii.